# Hassan Ghashghavi
Hassan Qashqavi (en persa: حسن قشقاوی ) es el actual embajador iraní en España. Él es el ex viceministro de Relaciones Exteriores de Irán.  Anteriormente se desempeñó como portavoz del Ministerio de Relaciones Exteriores de Irán desde 2019. Previamente había sido embajador de Irán en Suecia desde 2004 hasta 2008. Durante su juventud fue arrestado tres veces por protestar contra el régimen imperial previo a la revolución islámica de Irán de 1979.